# بلدية أورست
بلدية أوروست (بالإنجليزية: Orusts kommun) هي بلدية في مقاطعة فاسترا غوتالاند في غرب السويد. يقع مقرها في مدينة هيون، ويبلغ عدد سكانها حوالي 1800 نسمة. وتضم البلدية ثالث أكبر جزيرة في السويد وهي أورست وبعض الجزر الصغيرة المجاورة الأخرى، يزداد عدد السكان على مدار السنة البالغ حوالي 15000 نسمة بشكل كبير في الصيف بسبب تدفق محبين فصل الصيف.
تم تجميع كيانات البلدية السابقة في جزيرة أورست والجزر الصغيرة المجاورة في وحدات أكبر في عام 1952 وتوحيدها في بلدية واحدة فيما يتعلق بالإصلاح البلدي على مستوى البلاد لعام 1971.

## الموقع الجغرافي
تبلغ مساحة جزيرة أورست 346 كيلومترا مربعاً، وهي رابع أكبر جزيرة في السويد.

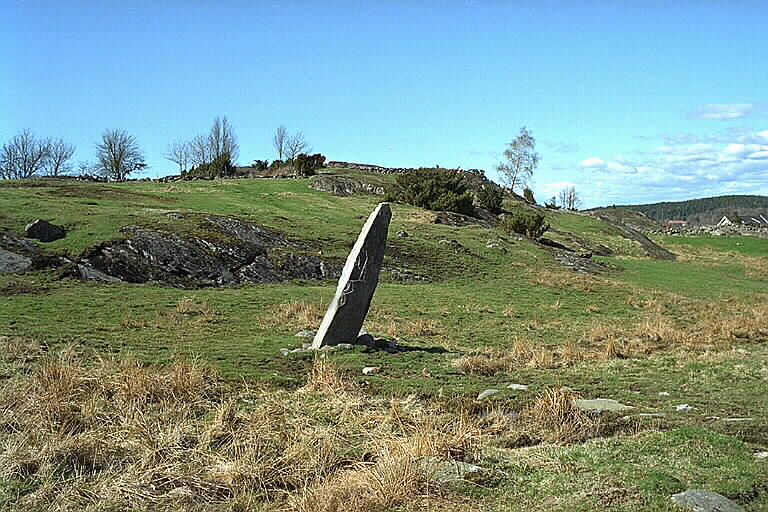
حجر الرونية في أورست

## الاقتصاد
يتنوع إقتصاد البلدية من حيث الصناعة، لطالما سيطر صيد الأسماك وإنتاج القوارب على المنطقة، وحوض بناء السفن Hallberg-Rassy هو أكبر صاحب عمل في الوقت الحاضر. يقع حوض بناء السفن الخاص بها في إلوس، في الجزء الشمالي الغربي من الجزيرة، ولديه تصدير كبير من القوارب الشراعية. ثاني أكبر صاحب عمل هو نجد فارفيت، وهو أيضا حوض بناء السفن.

## نقاط الاهتمام
موقعها الجغرافي يوفر العديد من المعالم السياحية، بين قريتين صغيرتين خلابتين، وتتميز بوجود محمية طبيعية تسمى مورلاندا، بنقطة مراقبة تقدم نظرة عامة جيدة على المنطقة.